# Michiel Haentjens
Michiel Haentjens (23 maart 2006) is een Belgisch voetballer die onder contract staat bij RSC Anderlecht.

## Clubcarrière
Haentjens sloot zich op elfjarige leeftijd aan bij de jeugdopleiding van RSC Anderlecht. In mei 2022 ondertekende hij zijn eerste profcontract bij de club. Op 1 februari 2025 maakte hij zijn profdebuut in het shirt van de RSCA Futures, het beloftenelftal van de club in Eerste klasse B: Jelle Coen liet hem aan de competitiewedstrijd tegen Club NXT beginnen.

## Clubstatistieken
| Seizoen         | Club            | Land            | Competitie      | Competitie | Competitie | Beker | Beker | Supercup | Supercup | Europees | Europees | Totaal | Totaal |
| Seizoen         | Club            | Land            | Competitie      | Wed.       | Dlp.       | Wed.  | Dlp.  | Wed.     | Dlp.     | Wed.     | Dlp.     | Wed.   | Dlp.   |
| --------------- | --------------- | --------------- | --------------- | ---------- | ---------- | ----- | ----- | -------- | -------- | -------- | -------- | ------ | ------ |
| 2024/25         | RSCA Futures    | Vlag van België | Eerste klasse B | 1          | 0          | —     | —     | —        | —        | —        | —        | 1      | 0      |
| Carrière totaal | Carrière totaal | Carrière totaal | Carrière totaal | 1          | 0          | 0     | 0     | 0        | 0        | 0        | 0        | 1      | 0      |

Bijgewerkt op 1 februari 2025.